# The Pest
The Pest (conocida en Hispanoamérica como Todo un desastre y en España como Un tío llamado Peste) es una película de comedia estadounidense de 1997, inspirada en la historia clásica "El juego más peligroso". El actor colombiano John Leguizamo interpreta a un puertorriqueño radicado en Miami llamado Pestario Rivera García Picante Salsa Vargas (también conocido como "Pest"), quien acepta ser el objetivo humano de un cazador alemán por una recompensa de 50.000 dólares.

## Sinopsis
Pestario Vargas es un estafador de poca monta sumido en las deudas. Entre sus acreedores se incluye un peligroso mafioso llamado Gustav que le hace una extravagante oferta: darle un millón de dólares si consigue sobrevivir 24 horas a una cacería en la que él será la presa principal. Pestario acepta y a partir de ese momento se convierte en el blanco de una feroz persecución.

## Reparto
- John Leguizamo es Pestario 'Pest' Vargas.
- Jeffrey Jones es Gustav Shank.
- Edoardo Ballerini es Himmel Shank.
- Freddy Rodríguez es Bruce "Ninja".
- Tammy Townsend es Xantha Kent.
- Aries Spears es Chubby.
- Charles Hallahan es Angus.
- Tom McCleister es Leo.
- Joe Morton es Kent.
- Ivonne Coll es Gladyz.
- Pat Skipper es Glen Livitt.

## Recepción
The Pest fue vapuleada por la crítica y no tuvo los resultados de taquilla esperados. Jeff Millar del Houston Chronicle escribió: "Esta película está tan desprovista de disciplina y enfoque que, para vergüenza propia, resulta extrañamente entrañable". Dwayne E. Leslie de la revista Boxoffice afirmó que "el guion y el talento de Leguizamo no encajan, así que el actor se muestra más ofensivo que divertido". Mick LaSalle del San Francisco Chronicle aseguró sobre de la actuación de Leguizamo: "Obviamente alguien debe haberle dicho a Leguizamo que es un genio de la comedia. Quienquiera que haya hecho eso no era un buen amigo". En Rotten Tomatoes la película cuenta con un escaso 8% de aprobación, basado en 24 reseñas con un índice de audiencia promedio de 2.3 sobre 10.